# Paula Coleová
Paula Coleová (* 5. dubna 1968 Rockport) je americká zpěvačka, pianistka, kytaristka a skladatelka, pohybující se v žánrech pop music a rocku.
Pochází z učitelské rodiny, vystudovala jazzový zpěv na Berklee College of Music. První profesionální angažmá získala v doprovodné skupině Petera Gabriela, v roce 1994 vydala první sólové album. Jejím největším hitem byla skladba „Where Have All the Cowboys Gone?“, která se v roce 1997 objevila v první desítce americké hitparády a pomohla k jí Ceně Grammy pro objev roku. Skladba „I Don't Want to Wait“ získala v roce 1999 BMI Awards a byla použita v titulcích seriálu Dawsonův svět.
V roce 2002 se provdala za marockého hudebníka Hassana Hakmouna, s nímž má dceru Sky. Rozvedli se v roce 2007.
Po mateřské pauze se vrátila v roce 2006 singlem „My Hero, Mr. President!“, v němž kritizovala politiku George W. Bushe. Spolupracovala s Dolly Parton a Amy Lee, hostovala na albu Chrise Bottiho Italia. Zaměřila se na posluchačsky náročnější hudbu, desky vydává ve vlastní produkci a financuje je pomocí Kickstarteru.
Angažuje se v organizaci Artists Against Racism.

## Diskografie
- Harbinger (1994)
- This Fire (1996)
- Amen (1999)
- Courage (2007)
- Ithaca (2010)
- Raven (2013)
- 7 (2015)
- Ballads (2017)
- Revolution (2019)